# Корнблат, Сирил
Сирил Майкл Корнблат (англ. Cyril Michael Kornbluth; 1923—1958) — американский писатель-фантаст.
Родился в Нью-Йорке. Учился в Чикагском университете. После окончания Второй мировой войны работал журналистом.
В 1940 Корнблат продал свой первый рассказ редактору и будущему соавтору Фредерику Полу. В дальнейшем они совместно написали несколько романов и рассказов. 
Корнблат сам написал 56 рассказов, остальные были написаны в соавторстве. Рассказы «Теория ракетостроения», «Корабль-акула», «Пришествие по двенадцатому каналу» выдвигались на премию «Хьюго». Рассказ «Совещание», написанный в соавторстве с Фредериком Полом получил премию «Хьюго» за лучший рассказ в 1973 году. В 1986 году роман «Синдик» награждён премией «Прометей» в номинации «Зал Славы». В 2001 повесть «Чёрный чемоданчик» получила «Ретро-Хьюго».
Умер в 1958 году в возрасте 34 лет от сердечного приступа.

## Произведения

### Романы
- 1951 Марсианский форпост / Outpost Mars
- 1952 Операция «Венера» / The Space Merchants
- 1952 Канонир Кейд / Gunner Cade
- 1953 Синдик / The Syndic
- 1954 Исследуя небо / Search the Sky
- 1955 Гладиатор по закону / Gladiator-at-Law
- 1955 Не в этом августе / Not This August
- 1957 Волчья напасть / Wolfbane

### Повести и рассказы
- 1939 Ракета 1955 года / The Rocket of 1955
- 1940 Перед Вселенной / Before the Universe
- 1940 Король Коул с Плутона / King Cole of Pluto
- 1940 Новая в иной Вселенной / Nova Midplane
- 1940 Проблема со временем / Trouble in Time

## Награды
- 1973 год — Премия «Хьюго», в номинации лучший рассказ (Short Story) за Совещание (англ. The Meeting, 1972 год) в соавторстве с Фредериком Полом.
- 1986 год — Премия «Прометей», в номинации «Зал Славы» (Hall of Fame) за Синдик (англ. The Syndic, 1953).
- 2001 год — «Ретро-Хьюго», в номинации лучшая короткая повесть (Novellette) за Чёрный чемоданчик (англ. The Little Black Bag, 1950), ретроспективно за 1951 год.